# جلين جونز (مهندس الصوت)
جلين جونز (بالإنجليزية: Glyn Johns)‏ هو منتج أسطوانات ومهندس الصوت وملحن بريطاني، ولد في 15 فبراير 1942 في إبسوم في المملكة المتحدة.

## وصلات خارجية
- جلين جونز على موقع IMDb (الإنجليزية)
- جلين جونز على موقع ميوزك برينز (الإنجليزية)
- جلين جونز على موقع أول ميوزيك (الإنجليزية)
- جلين جونز على موقع ديسكوغز (الإنجليزية)
- جلين جونز على موقع قاعدة بيانات الفيلم (الإنجليزية)